# Bernard L. Strehler
Bernard Louis Strehler (* 21. Februar 1925 in Johnstown, Cambria County, Pennsylvania; † 3. Mai 2001 in Agoura Hills, Kalifornien) war ein US-amerikanischer Biologe und Gerontologe.

## Werdegang und Werk
Strehler studierte Biologie an der Johns Hopkins University, wo er 1947 graduiert wurde. Drei Jahre später wurde er dort auch promoviert. Danach arbeitete am Oak Ridge National Laboratory in Tennessee. Er identifizierte Luciferin, den Leuchtstoff verschiedener Käferarten, den er aus Tausenden von Leuchtkäfern isolierte. Zusammen mit William Arnold entdeckte Strehler, dass alle grünen Pflanzen, als Folge der Umkehr des ersten enzymatischen Schrittes der Fotosynthese, biolumineszent sind. 1952 entdeckte er, dass Pflanzen unter Lichteinfluss in den Chloroplasten Adenosintriphosphat aufbauen.
An der University of Chicago wurde Strehler später Assistant Professor in Biochemie. 1956 ging er zu den National Institutes of Health, wo er am Gerontology Center in Baltimore arbeitete. Die University of Southern California (USC) berief ihn 1967 zum Professor für Biologie. An der USC blieb er bis zu seinem Ruhestand 1990. Ab 1960 widmete sich Strehler vor allem biogerontologischen Themen. So stellte er fest, dass ein Teil der Ribosomalen DNA in post-mitotischen Zellen über die Zeit den Zellen verloren geht. Er bemerkte dabei, dass der Verlust bei menschlichen Zellen siebenmal langsamer als bei Zellen von Haushunden ist. Der Faktor sieben findet sich dabei auch in den beiden maximalen Lebensspannen beider Spezies.
Strehler galt als einer der profiliertesten Gerontologen seiner Zeit. Über 250 Publikationen tragen seinen Namen. Er verstarb in einem Pflegeheim an einem Schlaganfall. Er hinterließ zwei Töchter und einen Sohn. Seine Frau Theodora verstarb drei Jahre vor ihm.

## Bücher
- B. L. Strehler: Time, Cells, and Aging. Academic Press, 1977, ISBN 0-126-73260-4